# Vitebsk
Vitebsk sau Vițebsk (în belarusă Ві́цебск, Łacinka: Viciebsk; în rusă Ви́тебск; în poloneză Witebsk, în idiș וויטעבסק) este un oraș din Belarus, capitală a regiunii Vitebsk. În 2004 avea o populație de 342.381 de locuitori, fiind al patrulea cel mai mare oraș din țară.

## Clima
| Date climatice pentru Vitebsk, Belarus | Date climatice pentru Vitebsk, Belarus | Date climatice pentru Vitebsk, Belarus | Date climatice pentru Vitebsk, Belarus | Date climatice pentru Vitebsk, Belarus | Date climatice pentru Vitebsk, Belarus | Date climatice pentru Vitebsk, Belarus | Date climatice pentru Vitebsk, Belarus | Date climatice pentru Vitebsk, Belarus | Date climatice pentru Vitebsk, Belarus | Date climatice pentru Vitebsk, Belarus | Date climatice pentru Vitebsk, Belarus | Date climatice pentru Vitebsk, Belarus | Date climatice pentru Vitebsk, Belarus |
| Luna                                   | Ian                                    | Feb                                    | Mar                                    | Apr                                    | Mai                                    | Iun                                    | Iul                                    | Aug                                    | Sep                                    | Oct                                    | Nov                                    | Dec                                    | Anual                                  |
| -------------------------------------- | -------------------------------------- | -------------------------------------- | -------------------------------------- | -------------------------------------- | -------------------------------------- | -------------------------------------- | -------------------------------------- | -------------------------------------- | -------------------------------------- | -------------------------------------- | -------------------------------------- | -------------------------------------- | -------------------------------------- |
| Maxima medie °C (°F)                   | −2.9 (26,8)                            | −2.6 (27,3)                            | 2.9 (37,2)                             | 11.6 (52,9)                            | 18.5 (65,3)                            | 21.4 (70,5)                            | 23.5 (74,3)                            | 22.2 (72)                              | 16.2 (61,2)                            | 9.5 (49,1)                             | 2.3 (36,1)                             | −2 (28,4)                              | 10,1 (50,2)                            |
| Minima medie °C (°F)                   | −7.7 (18,1)                            | −8.5 (16,7)                            | −3.9 (25)                              | 2.5 (36,5)                             | 7.9 (46,2)                             | 11.6 (52,9)                            | 13.6 (56,5)                            | 12.3 (54,1)                            | 7.7 (45,9)                             | 3.3 (37,9)                             | −1.9 (28,6)                            | −6.5 (20,3)                            | 2,1 (35,8)                             |
| Precipitații mm (inches)               | 38 (1.5)                               | 31 (1.22)                              | 36 (1.42)                              | 40 (1.57)                              | 56 (2.2)                               | 77 (3.03)                              | 95 (3.74)                              | 78 (3.07)                              | 65 (2.56)                              | 52 (2.05)                              | 53 (2.09)                              | 44 (1.73)                              | 665 (26,18)                            |
| Zăpadă cm (inches)                     | 15 (5.9)                               | 19 (7.5)                               | 14 (5.5)                               | 0 (0)                                  | 0 (0)                                  | 0 (0)                                  | 0 (0)                                  | 0 (0)                                  | 0 (0)                                  | 0 (0)                                  | 2 (0.8)                                | 9 (3.5)                                | 59 (23,2)                              |
| Umiditate [%]                          | 85                                     | 81                                     | 76                                     | 67                                     | 66                                     | 72                                     | 73                                     | 75                                     | 80                                     | 83                                     | 87                                     | 87                                     | 77,7                                   |
| Nr. mediu de zile ploioase             | 8                                      | 6                                      | 9                                      | 13                                     | 16                                     | 17                                     | 17                                     | 14                                     | 16                                     | 17                                     | 14                                     | 10                                     | 161                                    |
| Nr. mediu de zile cu ninsoare          | 17                                     | 16                                     | 10                                     | 2                                      | 0                                      | 0                                      | 0                                      | 0                                      | 0                                      | 2                                      | 9                                      | 15                                     | 71                                     |
| Sursă:                                 |                                        |                                        |                                        |                                        |                                        |                                        |                                        |                                        |                                        |                                        |                                        |                                        |                                        |

## Personalități
- Eufrosina de Poloțk (? - 1173), călugăriță canonizată;
- Kazimierz Siemienowicz (1600–1651), inginer
- Franciszek Dionizy Kniaźnin (1750 - 1807), poet polon;
- Yehuda Pen (1854–1937), artist
- Aleksandr Ragoza (1858 - 1919), general;
- S. Ansky (1863–1920), dramaturg
- Leon Kobrin (1873–1946), dramaturg;
- Leon Gaspard (1882–1964), artist;
- Immanuel Velikovsky (1895–1979), psihoanalist și autor;
- Marc Chagall (1887 – 1985), artist;
- Alexander Vvedensky (1889–1946), lider religios;
- Joseph Günzburg (1812–1878), finansist și filantrop rus;
- Lazar Lagin (1903–1979), scriitor;
- Lev Khidekel (1909—1977), arhitect
- Marcelo Koc (1918–2006), compozitor argentinian
- Sergei Kornilenko (n. 1983), fotbalist
- El Lissitzky (1890–1941), artist
- Joseph Solman (1909–2008), pictor american
- Simeon Strunsky (1879–1948), autor din New York City
- Lazar Khidekel (1904–1986), artist, arhitect
- Isser Harel (1912 – 2003), șef al Mosad;
- Jores Ivanovici Alfiorov (1930 - 2019), fizician, laureat Nobel;
- Igor Kanîghin (n. 1956), luptător;
- Tania Dziahileva (n. 1991), fotomodel;
- Uladzislau Hancharou (n. 1995), gimnast.